# Tempo real (vela)
Tempo real e Tempo compensado são os termos empregues na vela para permitirem nivelar os desempenhos dos veleiros depois de uma regata.

## Tempo real
O tempo real  é utilizado numa prova onde só correm barcos do mesmo tipo (monotipos), como no caso de uma regata dos Jogos Olímpicos de 420, ou então com diferente tipos de barco mas com a mesma "jauge", termo do náutico para designar um valor resultante de uma formula matemática - baseada nas dimensões e características de cada um dos tipos de veleiros (peso, comprimento, velame, etc). Dois veleiros com aspecto diferente podem na realidade ter o mesmo valor de jauge. Neste caso como no dos monotipos, o que chegar primeiro é declarado vencedor.

## Tempo compensado
O tempo compensado resulta de um cálculo quando a cada barco é afectado um handicap de tempo em função  das diferenças de jauge, e cuja fórmula é Tempo_compensado = Tempo_real x coeficiente modificador (calculado em função do handicap segundo a jauge). Assim o primeiro barco a cortar a meta não é forçosamente o vencedor .
A jauge é estabelecida pelo arquitecto naval e validada pela  Federação Internacional de Vela